# Thallus
Et thallus (oprindeligt græsk thallos) kan opfattes som en "plantekrop" og bruges om vegetativt væv ved primitive planter, f.eks. alger (herunder tang) og levermosser, hvor der ikke er en tydelig opbygning med stængel, blade, blomster og rødder. Thallus udfører typisk samme funktion som både blade og stængel, mens der ofte er en distinkt "rod" (eller anden fastgørelse) og distinkte forplantningsorganer.
Planter, der har eller består af thallus, betegnedes tidligere thallofytter, men denne ældre gruppering anvendes ikke længere.
| Botanik | Spire Denne botanikartikel er en spire som bør udbygges. Du er velkommen til at hjælpe Wikipedia ved at udvide den. |